# Савски кеј
44° 47′ 43″ С; 20° 23′ 27″ И / 44.7953977° С; 20.390960500000006° И
Савски кеј је месна заједница и популарно београдско шеталиште, које се налази на Новом Београду.

## Положај и географија
Савски кеј се налази у југозападном делу општине Нови Београд на левој обали реке Саве. Протеже се од Блока 70а, преко Блока 70, Блока 44, све до Блока 45. Са јужне стране Савског кеја, преко реке Саве налазе се острва Ада Међица и Ада Циганлија, до којих се од Савског кеја може стићи чамцима. Са источне стране пре самог почетка Савског кеја, налази се истоимена месна заједница која се надовезује на шеталиште и којој припада Блок 70, Блок 70а и подручје код београдске топлане, све до моста Газела.

## Карактеристике
Све до шездесетих година 20. века, простор око Савског кеја је био неприступачан због густе шуме и место у којем су се гнездиле разне мочварне птице, као и станиште многих дивљих животиња.
Великим радним акцијама и касније преко друштвених предузећа направљен је систем који је омогућио изградњу Савског кеја са шеталиштима целом дужином.
Овај подухват је углавном изграђен седамдесетих година 20. века.
Савски кеј и насип су једна од омиљених места Новобеограђана. Поред бескрајно дугог насипа у мирном делу блока погодним за шетњу и одвојеним стазама за џогирање или вожњу бицикла, налазе се и травнате површине такође погодне за физичке активности, шетњу или опуштање у природи. На савском кеју се налази и теретана на отвореном.
Поред могућности за спортске активности и риболов, на савском кеју се налази и велики број сплавова, као и дечије позориште Театар на Сави.
Савски кеј се протеже у дужини од 3 километра, а паралелно са њим протеже се и Савски насип, који такође почиње у Блоку 70а. Кеј је окружен дрворедима. На средини кеја, налази се биста Махатме Гандија. Сваке године на кеју се одржава традиционална културна манифестација „Новобеоградско лето“. У близини кеја налази се једна од већих аутобуских окретница градског и приградског превоза.

## Галерија
- Поглед са кеја на Аду Међицу
- Савски кеј у Блоку 45
- један од сплавова на кеју
- Зелене површине дуж Савског кеја
- Дивље патке, река Сава
- Биста Махатме Гандија на Савском кеју